# Hands to Myself
Hands to Myself (с англ. — «Не распускать руки») — песня, записанная американской певицей Селеной Гомес для её второго студийного альбома Revival. Композиция была написана Джастином Трентером, Джулией Майклз и спродюсирована продюсерской командой Mattman & Robin и Максом Мартином. Стилистически и лирически композиция вдохновлена работами американского исполнителя Принса. «Hands to Myself» — это композиция в среднем темпе, которую можно отнести к жанрам танцевальной поп-музыки и синти-попа. Вокал Гомес претерпел изменения: певица использовала высокий регистр для достижения приёма бэлтинга и использовала нижний диапазон вокала, преобразивший голос исполнительницы до шёпота.
«Hands to Myself» получила признание музыкальных критиков, которые похвалили разностороннее вокальное исполнение Гомес, а также положительно отметили нетипичное звучание и текст композиции.
Песня была выпущена в качестве третьего сингла с альбома Revival. Сингл занял 7 место в американском чарте Billboard Hot 100.

## Коммерческий успех
«Hands to Myself» дебютировала на 77 позиции в американском чарте Billboard Hot 100, датированным 26 декабря 2015 года. Спустя неделю песня поднялась на 62 строчку чарта. Песня заняла 7 место в данном чарте.

## Отзывы критиков

### Рецензии
«Hands to Myself» была тепло встречена музыкальными критиками. Бриттани Спанос из Rolling Stone похвалила веселое и кокетливое звучание песни, пояснив: «Её бренд сексуальности имеет скромность, неуловимое качество, которое никогда не бывает слишком навязчивым».
Эд Масли из The Arizona Republic оценил новый музыкальный стиль Гомес и назвал его «бриллиантом», провозгласив «Hands to Myself» самым сексуальным треком за всю карьеру певицы. Масли похвалил звучание песни, посчитав его нехарактерным для Макса Мартина, отсылая данную работу к творчеству The Neptunes 90-х годов.

### Рейтинги
| Публикация           | Рейтинг                                           | Позиция |
| -------------------- | ------------------------------------------------- | ------- |
| Complex              | The Best Songs of 2015                            | 50      |
| MuuMuse              | The Top 50 Singles of 2015                        | 21      |
| Rolling Stone        | 25 лучших песен 2015 года по мнению Роба Шеффилда | 15      |
| Spin                 | Топ 101 лучших песен 2015 года                    | 92      |
| The Arizona Republic | 30 лучших песен 2015 года                         | 30      |
| The Fader            | 107 лучших песен 2015 года                        | 103     |